# يميلا لوتيا
يميلا لوتيا (Yimella lutea) هي بكتيريا إيجابية مضادة للالتهاب وغير متحركة من جنس اليميلا التي تم عزلها من صفيحة ملوثة من معهد يونان لعلم الأحياء الدقيقة في الصين.